# Прича о блудном сину
Прича о блудном сину (позната и као прича о изгубљеном сину), је једна од најпознатијих Исусових прича. Прича говори о млађем сину који од оца узима свој део имања, и пошто све потроши живећи распусно, долази кући кајући се.
Прича је забележена само у канонском јеванђељу по Луки (15:11-32), где јој претходе две приче сличне тематике: прича о изгубљеној овци и прича о изгубљеном новчићу.

## Прича
Јеванђеље по Луки преноси следећу Исусову причу:

## Тумачења
Прича о изгубљеном сину је последња од три приче о губитку и искупљењу (налази се након приче о изгубљеној овци и приче о изгубљеном новчићу), које Исус приповеда када га свештеници оптужују за дружење са „грешницима“. Исус овим причама дочарава колико се Бог радује сваком покајаном грешнику.
Захтев млађег сина за својим наследством, док је отац још жив, представља дрскост, готово исто као да жели да му је отац мртав. Међутим, када добије свој део, он ниже неуспех за неуспехом, те завршава радећи понижавајући посао у свињцу, завидећи свињама на њиховој храни. По повратку дома, отац га дочекује са великодушношћу далеко већом но што је имао права очекивати. Насупрот томе, старији син размишља у појмовима „закона, заслуге и награде“, пре него „љубави и милости“, што може представљати свештенике фарисеје, који критикују Исуса. Очева радост због повратка заблуделог сина алегоријски представља Божју љубав и неограничену милост Божју.
Као и у многим другим Исусовим причама, особа за коју се најмање очекивало задобија милост. Прича се завршава помало неизвесно, не откривајући да ли им се и увређени старији син на крају придружио у весељу.